# Kyrie Irving
Kyrie Andrew Irving (Melbourne, 23 marzo 1992) è un cestista statunitense con cittadinanza australiana, professionista nella NBA con i Dallas Mavericks.

## Biografia
Kyrie è nato a Melbourne, dove suo padre Drederick giocava come cestista professionista. Trascorse i primi due anni della sua vita in Australia, prima di spostarsi negli Stati Uniti. Kyrie possiede quindi sia la cittadinanza statunitense che australiana. La madre di Kyrie morì a causa di una grave malattia quando lui aveva appena 4 anni, e perciò venne cresciuto dal solo padre, aiutato dai parenti. Nel 2001 viveva a New York con suo padre, il quale lavorava presso il World Trade Center; il giorno degli attentati dell’11 settembre 2001 arrivò tardi al lavoro e fu per questa ragione che si salvò dall'attacco.
Nato da madre di origini native americane, in seguito al suo attivismo contro la costruzione di un oleodotto in territorio indiano nella parte settentrionale dello stato di New York (NoDAPL) è entrato ufficialmente a far parte, assieme alla sorella Asia, della tribù Lakota Sioux della riserva indiana di Standing Rock con il nome di "Piccola Montagna".
La Nike ha creato dei modelli di scarpe con il suo nome, in varie versioni, per poi, nel novembre 2022, sospendere ogni collaborazione per via delle dichiarazioni ritenute antisemite di Irving.

## Caratteristiche tecniche
Giocatore molto agile e veloce, dotato di gran controllo palla e ottimo palleggio, molto abile nell'effettuare crossover, a finire al ferro con lay-up e reverse, crearsi i tiri e a tirare da 3 punti. È bravo anche a segnare nei clutch time. È anche uno dei migliori interpreti della tecnica del "jelly lay-up" che consiste nell'imprimere un effetto alla palla tale che essa rimbalzi sul tabellone ed entri. Destro naturale, è tuttavia capace di tirare e andare al ferro efficacemente anche con l'altra mano, rendendolo di fatto un giocatore ambidestro.

## Carriera

### College
Dopo aver concluso ottime stagioni nella St. Patrick High School, nel 2010-11 passa alla Duke University dove però, a causa di un infortunio ai legamenti, gioca solamente 11 partite. Queste però bastarono per impressionare positivamente gli addetti ai lavori attraverso statistiche importanti (20,5 punti a partita, 46% da tre), tanto da essere considerato il favorito alla prima scelta nel Draft NBA 2011.

### NBA

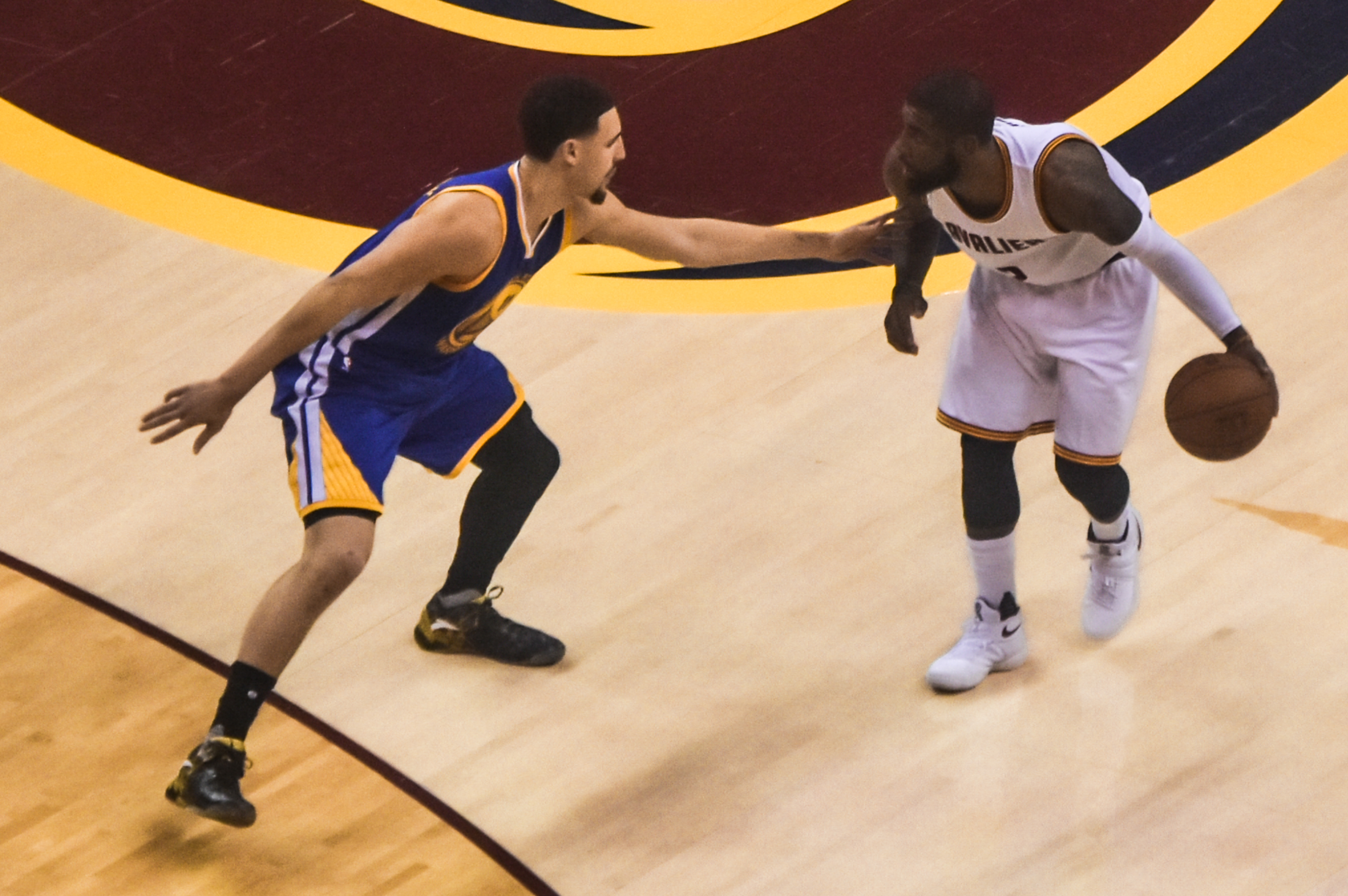
Irving contro Klay Thompson in gara 6 delle Finali 2016.

#### Cleveland Cavaliers (2011-2017)

##### La prima fase (2011-2014)
Il 23 giugno 2011, viene scelto dai Cleveland Cavaliers come prima scelta assoluta del draft. Viene convocato per il Rising Star Challenge per il team di Charles Barkley contro quello di Shaquille O'Neal, segnando 34 punti e vincendo la partita, si aggiudica il titolo di MVP dal match. Nella prima stagione s'afferma subito come nuova stella emergente nel panorama NBA e, mantenendo una media di 18,5 punti a partita, si garantisce il premio di Rookie of the Year. Conclude la regular season con la media di 18,5 punti, 5,4 assist e 3,7 rimbalzi in 30,5 minuti per partita, non riuscendo però a portare i Cleveland Cavaliers ai play-off.
Il 15 febbraio 2013 viene convocato per il Rising Stars Challenge nel team di Shaquille O'Neal; mette a segno 32 punti con 6 rimbalzi e altrettanti assist, ma la sua squadra viene abbattuta dal team di Charles Barkley e dai 40 punti e 10 rimbalzi di Kenneth Faried per 135-163.
Il giorno successivo vince l'NBA Three-point Shootout battendo in finale Matt Bonner dei San Antonio Spurs, battendolo con 23 punti con un 17/18 nei primi tre carrelli e mezzo. Irving si aggiudica la gara avendo superato al 1º turno: Ryan Anderson, e i due favoriti Stephen Curry e Steve Novak, e Paul George. Il giorno dopo prende anche parte al suo primo All-Star Game giocando 24 minuti e mettendo a referto 15 punti 3 rimbalzi e 4 assist. Nonostante le sue ottime prestazioni non riesce a portare la squadra ai play-off. Conclude la stagione con di media 22,5 punti, 5,9 assist e 3,7 rimbalzi in 34,7 minuti per partita.
Il 16 febbraio 2014 prende parte all'All Star Game tenutosi a New Orleans partendo in quintetto base. Irving risulterà decisivo nella vittoria per 163-155 grazie a 31 punti e 14 assist; grazie a tale prestazione viene eletto MVP del match. Anche questa volta non riesce a portare i Cavs ai Playoffs.

##### La seconda fase: il ritorno di James e il titolo (2014-2017)

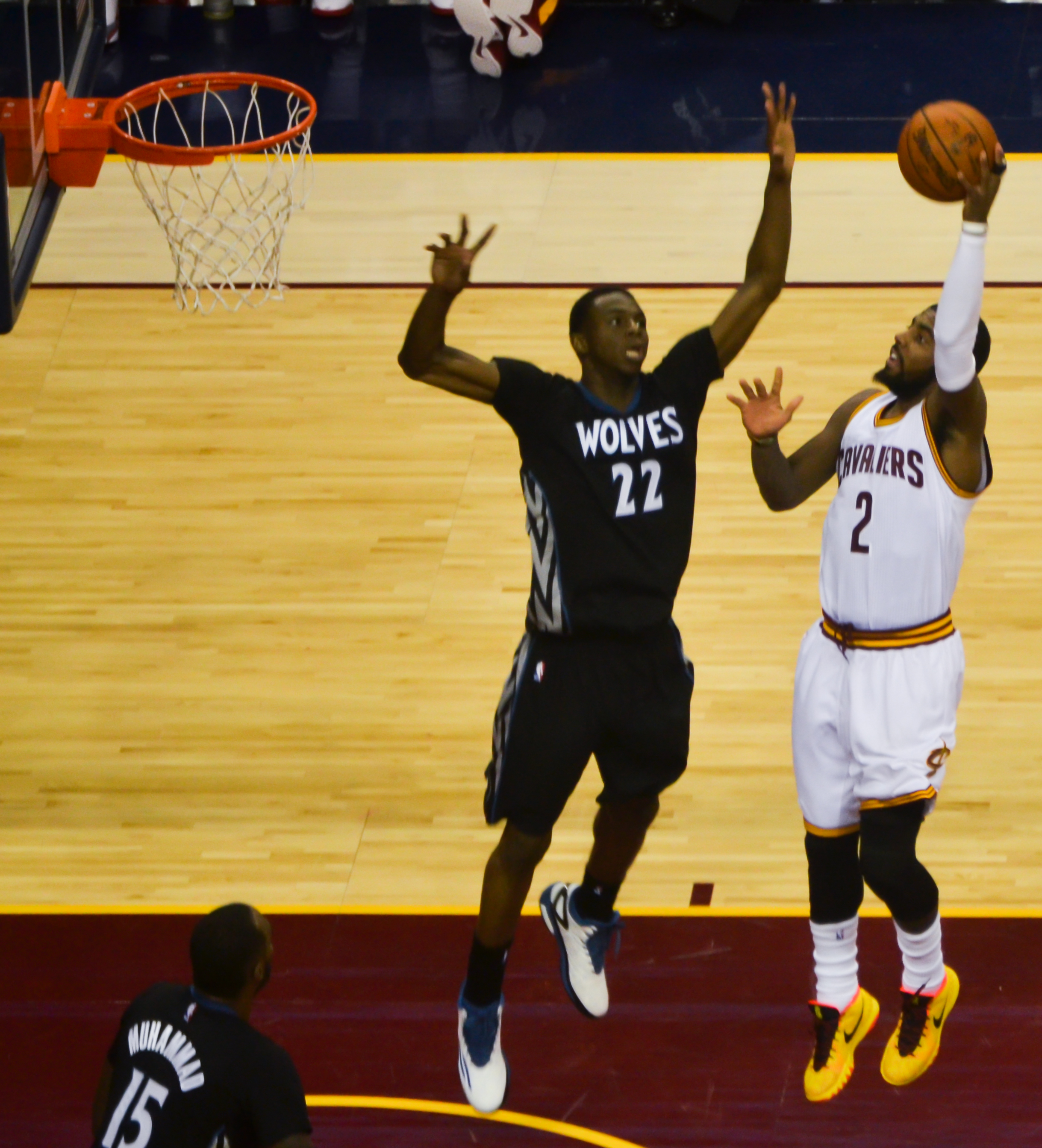
Irving effettua un layup a scavalcare Wiggins.

Nella offseason 2014, dopo il rinnovo di Irving con la franchigia dell'Ohio firmando un quinquiennale da 90 milioni di dollari totali, LeBron James annuncia il ritorno ai Cavaliers da Miami. Inoltre, la dirigenza Cavs riesce a firmare anche Kevin Love, formando un gruppo denominato "big three". Il 28 gennaio 2015 nella gara interna contro i Portland Trail Blazers realizza il suo nuovo career-high arrivando a 55 punti con 6-17 da 2, 11-19 da 3 e 10-10 ai tiri liberi. Guida così la sua squadra alla vittoria per 99-94. È inoltre il record di punti per un giocatore dei Cleveland Cavaliers alla Quicken Loans Arena. Il 13 marzo nella trasferta di San Antonio contro gli Spurs realizza un nuovo career-high e un nuovo record di franchigia con 57 punti, 7-7 da tre, 13-25 da 2 e 10 su 10 ai liberi. Contribuisce così alla vittoria dei Cavaliers per 128-125 all'over-time.
Il 19 aprile 2015 partecipa per la prima volta nella sua carriera ai Playoffs segnando 30 punti nell'esordio contro Boston. Sconfitti i Celtics per 4-0, Cleveland vince le successive serie contro Chicago e Atlanta, avendo accesso alle NBA finals contro i Golden State Warriors. Per Irving è la prima finale NBA in carriera, ma in gara 1 subisce un infortunio, fratturandosi la rotula del ginocchio sinistro impattando con Klay Thompson e dicendo addio alla serie per una successiva operazione chirurgica che lo porterà a stare fuori 3-4 mesi. I Cavs, nonostante un grande LeBron, perdono la serie per 4-2.
Torna in campo il 20 dicembre, contro Philadelphia, e finisce la regular season segnando di media 19,6 punti, secondo miglior marcatore della squadra dopo LeBron James. I Cavs raggiungono nuovamente la finale, battendo gli Atlanta Hawks e i Toronto Raptors, dove affrontano i Golden State Warriors. Dopo quattro gare vanno sotto 3-1 nella serie, un risultato mai ribaltato nella storia delle Finals della NBA. In gara 5 Irving, unitamente a LeBron James, segna 41 punti, record di sempre per una coppia di giocatori. Cleveland vince anche gara 6, andando così a giocarsi la bella in casa dei Warriors, e vincendola proprio grazie ad un tiro decisivo di Irving, che a meno di un minuto dalla fine scava il vantaggio decisivo, mettendo a segno il canestro da tre punti che porta il confronto sul 92-89. La partita si conclude sul 93-89, con Cleveland che si porta a casa il primo titolo della sua storia.
Nella stagione 2016-17 fa registrare un career high per punti di media (25,2), per percentuale dal campo, da tre e ai tiri liberi, venendo convocato per l'All Star Game, ma non venendo incluso in nessun quintetto All-NBA. I Cavs raggiungono poi le Finali NBA, ma escono sconfitti in cinque partite contro i Golden State Warriors. Irving tiene di media 29,4 punti, 4,4 assist e 4 rimbalzi.

#### Boston Celtics (2017-2019)

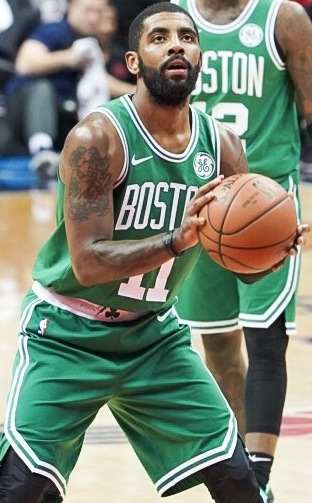
Irving, si appresta a tirare dalla lunetta con i Boston Celtics nel 2018

Dopo aver chiesto la cessione nella offseason, il 31 agosto 2017 viene ceduto ai Boston Celtics, con i Cavs che ricevono Isaiah Thomas, Jae Crowder, Ante Žižić, la prima scelta al Draft 2018 dei Brooklyn Nets e la scelta di Miami al 2º giro del Draft 2020. Dopo un inizio trascinante di stagione, con una striscia di 16 vittorie di fila, Irving vede terminare la sua stagione il 24 marzo per un'operazione al ginocchio. Nonostante le assenze di Irving e Hayward, i Celtics arrivano alle finali di Conference, arrendendosi in 7 gare ai Cleveland Cavaliers di LeBron James.
L'anno successivo è più duro per i Celtics la cui stagione fatica a decollare a causa di vari fattori. Arrivati al mese di gennaio, dopo una serie di 3 sconfitte di fila, Kyrie rimprovera i giovani dei celtics per lo scarso impegno. Ciononostante realizza un career high di 18 assist nella vittoria contro i Toronto Raptors (oltre ad avere realizzato 27 punti), mettendo una tripla molto importante negli ultimi secondi della partita, e qualche giorno dopo contro i Miami Heat realizza 8 palle rubate, segnando un altro career high e portando i Celtics a 3 vittorie di fila. Nei playoffs la squadra elimina gli Indiana Pacers in 4 gare, ma al turno successivo viene eliminata in 5 partite dai Milwaukee Bucks, con Irving che è stato autore di prestazioni negative.

#### Brooklyn Nets (2019-2023)
Dopo molte speculazioni giornalistiche, Irving passa ai Brooklyn Nets con un contratto da 141 milioni di dollari in quattro anni, unendosi a Kevin Durant e DeAndre Jordan, anch'essi trasferitisi tra le file dei Nets. Debutta con i Nets il 24 ottobre 2019 contro i Minnesota Timberwolves, e qui (nonostante la sconfitta per 127-126 della sua squadra all'overtime) mette a referto 50 punti e 0 palle perse: mai nessuno aveva avuto un esordio simile con la sua nuova squadra nella storia della NBA.
La stagione 2021-22 non inizia nel migliore dei modi: la volontà di Irving di non vaccinarsi crea attriti interni con la dirigenza, che decide di non schierarlo fino a data da destinarsi. A dicembre, a causa di diverse indisponibilità, il coach Steve Nash decide di far rientrare in rotazione Irving, ma solo per le gare in trasferta (la città di New York aveva predisposto l'obbligo vaccinale per gli sportivi professionisti ed il giocatore non intendeva vaccinarsi). Debutta quindi contro i Pacers il 5 gennaio, vincendo e fornendo una prestazione di 22 punti, 3 rimbalzi e 4 assist. A fine marzo l'obbligo vaccinale imposto decade, permettendo a Irving di fare l'esordio stagionale al Barclays Center.
Nella prima gara di play-off contro i Boston Celtics fornisce una delle sue migliori prestazioni con 39 punti a referto.

#### Dallas Mavericks (2023-)
Dopo aver richiesto una trade ai Brooklyn Nets, il 6 febbraio 2023 passa, insieme a Markieff Morris, ai Dallas Mavericks, in cambio di Dorian Finney-Smith, Spencer Dinwiddie, una prima scelta al Draft 2029 e due seconde scelte ai Draft 2027 e 2029.
Il 3 marzo 2025 si infortuna al legamento crociato anteriore e viene operato, sancendo così la fine della sua stagione.

### Nazionale
Nel Mondiale 2014 in Spagna vince il premio di miglior giocatore. Alle Olimpiadi di Rio 2016 vince la medaglia d'oro con gli Stati Uniti battendo nettamente la Serbia nella partita decisiva (in cui lui ha segnato solo 4 punti). Diventa così il quarto giocatore della storia a vincere il titolo NBA e la medaglia d'oro alle Olimpiadi nello stesso anno dopo LeBron James, Michael Jordan e Scottie Pippen.

## Statistiche
| † | Denota una stagione in cui ha vinto il titolo |
| * | Primo nella lega                              |

### NCAA
| Anno      | Squadra          | PG | PT | MP   | TC%  | 3P%  | TL%  | RP  | AP  | PRP | SP  | PP   |
| --------- | ---------------- | -- | -- | ---- | ---- | ---- | ---- | --- | --- | --- | --- | ---- |
| 2010-2011 | Duke Blue Devils | 11 | 8  | 27,5 | 52,9 | 46,2 | 90,1 | 3,4 | 4,3 | 1,5 | 0,5 | 17,5 |
| Carriera  | Carriera         | 11 | 8  | 27,5 | 52,9 | 46,2 | 90,1 | 3,4 | 4,3 | 1,5 | 0,5 | 17,5 |

#### Massimi in carriera
- Massimo di punti: 31 vs Michigan State (1º dicembre 2010)[51]
- Massimo di rimbalzi: 6 vs Michigan State (1º dicembre 2010)
- Massimo di assist: 9 (2 volte)
- Massimo di palle rubate: 3 vs Oregon (27 novembre 2010)
- Massimo di stoppate: 2 vs Michigan State (1º dicembre 2010)
- Massimo di minuti: 36 vs Michigan State (1º dicembre 2010)

### NBA

#### Regular Season
| Anno       | Squadra             | PG  | PT  | MP   | TC%  | 3P%  | TL%  | RP  | AP  | PRP | SP  | PP   |
| ---------- | ------------------- | --- | --- | ---- | ---- | ---- | ---- | --- | --- | --- | --- | ---- |
| 2011-2012  | Cleveland Cavaliers | 51  | 51  | 30,5 | 46,9 | 39,9 | 87,2 | 3,7 | 5,4 | 1,1 | 0,4 | 18,5 |
| 2012-2013  | Cleveland Cavaliers | 59  | 59  | 34,7 | 45,2 | 39,1 | 85,5 | 3,7 | 5,9 | 1,5 | 0,4 | 22,5 |
| 2013-2014  | Cleveland Cavaliers | 71  | 71  | 35,2 | 43,0 | 35,8 | 86,1 | 3,6 | 6,1 | 1,5 | 0,3 | 20,8 |
| 2014-2015  | Cleveland Cavaliers | 75  | 75  | 36,4 | 46,8 | 41,5 | 86,3 | 3,2 | 5,2 | 1,5 | 0,3 | 21,7 |
| 2015-2016† | Cleveland Cavaliers | 53  | 53  | 31,5 | 44,8 | 32,1 | 88,5 | 3,0 | 4,7 | 1,1 | 0,3 | 19,6 |
| 2016-2017  | Cleveland Cavaliers | 72  | 72  | 35,1 | 47,3 | 40,1 | 90,5 | 3,2 | 5,8 | 1,2 | 0,3 | 25,2 |
| 2017-2018  | Boston Celtics      | 60  | 60  | 32,2 | 49,1 | 40,8 | 88,9 | 3,8 | 5,1 | 1,1 | 0,3 | 24,4 |
| 2018-2019  | Boston Celtics      | 67  | 67  | 33,0 | 48,7 | 40,1 | 87,3 | 5,0 | 6,9 | 1,5 | 0,5 | 23,8 |
| 2019-2020  | Brooklyn Nets       | 20  | 20  | 32,9 | 47,8 | 39,4 | 92,2 | 5,2 | 6,4 | 1,4 | 0,5 | 27,4 |
| 2020-2021  | Brooklyn Nets       | 54  | 54  | 34,9 | 50,6 | 40,2 | 92,2 | 4,8 | 6,0 | 1,4 | 0,7 | 26,9 |
| 2021-2022  | Brooklyn Nets       | 29  | 29  | 37,6 | 46,9 | 41,8 | 91,5 | 4,4 | 5,8 | 1,4 | 0,6 | 27,4 |
| 2022-2023  | Brooklyn Nets       | 40  | 40  | 37,0 | 48,6 | 37,4 | 88,3 | 5,1 | 5,3 | 1,0 | 0,8 | 27,1 |
| 2022-2023  | Dallas Mavericks    | 20  | 20  | 38,2 | 51,0 | 39,2 | 94,7 | 5,0 | 6,0 | 1,3 | 0,6 | 27,0 |
| 2023-2024  | Dallas Mavericks    | 58  | 58  | 35,0 | 49,7 | 41,1 | 90,5 | 5,0 | 5,2 | 1,3 | 0,5 | 25,6 |
| 2024-2025  | Dallas Mavericks    | 50  | 50  | 36,1 | 47,3 | 40,1 | 91,6 | 4,8 | 4,6 | 1,3 | 0,5 | 24,7 |
| Carriera   | Carriera            | 779 | 779 | 34,5 | 47,4 | 39,4 | 88,8 | 4,1 | 5,6 | 1,3 | 0,4 | 23,7 |
| All-Star   | All-Star            | 7   | 5   | 25,3 | 58,7 | 43,9 | 75,0 | 6,2 | 8,7 | 0,8 | 0,2 | 17,5 |

#### Play-off
| Anno     | Squadra             | PG | PT | MP   | TC%  | 3P%  | TL%  | RP  | AP  | PRP | SP  | PP   |
| -------- | ------------------- | -- | -- | ---- | ---- | ---- | ---- | --- | --- | --- | --- | ---- |
| 2015     | Cleveland Cavaliers | 13 | 13 | 35,7 | 43,8 | 45,0 | 84,1 | 3,6 | 3,8 | 1,3 | 0,8 | 19,0 |
| 2016†    | Cleveland Cavaliers | 21 | 21 | 36,9 | 47,5 | 44,0 | 87,5 | 3,0 | 4,7 | 1,7 | 0,6 | 25,2 |
| 2017     | Cleveland Cavaliers | 18 | 18 | 36,3 | 46,8 | 37,3 | 90,5 | 2,8 | 5,3 | 1,3 | 0,4 | 25,9 |
| 2019     | Boston Celtics      | 9  | 9  | 36,7 | 38,5 | 31,0 | 90,0 | 4,4 | 7,0 | 1,3 | 0,4 | 21,3 |
| 2021     | Brooklyn Nets       | 9  | 9  | 36,1 | 47,2 | 36,9 | 92,9 | 5,8 | 3,4 | 1,0 | 0,6 | 22,7 |
| 2022     | Brooklyn Nets       | 4  | 4  | 42,5 | 44,4 | 38,1 | 100* | 5,3 | 5,3 | 1,8 | 1,3 | 21,3 |
| 2024     | Dallas Mavericks    | 22 | 22 | 40,0 | 46,7 | 39,0 | 84,9 | 3,7 | 5,1 | 1,0 | 0,3 | 22,1 |
| Carriera | Carriera            | 96 | 96 | 37,4 | 45,8 | 39,2 | 88,3 | 3,7 | 4,9 | 1,3 | 0,6 | 23,0 |

#### Massimi in carriera
- Massimo di punti: 60 vs Orlando Magic (15 marzo 2022)[52]
- Massimo di rimbalzi: 11 (10 volte)
- Massimo di assist: 18 vs Toronto Raptors (16 gennaio 2019)
- Massimo di palle rubate: 8 vs Miami Heat (21 gennaio 2019)
- Massimo di stoppate: 4 (3 volte)
- Massimo di minuti: 48 vs Cleveland Cavaliers (20 gennaio 2021)

### Cronologia presenze e punti in Nazionale
| Cronologia completa delle presenze e dei punti in Nazionale - Stati Uniti | Cronologia completa delle presenze e dei punti in Nazionale - Stati Uniti | Cronologia completa delle presenze e dei punti in Nazionale - Stati Uniti | Cronologia completa delle presenze e dei punti in Nazionale - Stati Uniti | Cronologia completa delle presenze e dei punti in Nazionale - Stati Uniti | Cronologia completa delle presenze e dei punti in Nazionale - Stati Uniti | Cronologia completa delle presenze e dei punti in Nazionale - Stati Uniti | Cronologia completa delle presenze e dei punti in Nazionale - Stati Uniti |
| Data                                                                      | Città                                                                     | In casa                                                                   | Risultato                                                                 | Ospiti                                                                    | Competizione                                                              | Punti                                                                     | Note                                                                      |
| ------------------------------------------------------------------------- | ------------------------------------------------------------------------- | ------------------------------------------------------------------------- | ------------------------------------------------------------------------- | ------------------------------------------------------------------------- | ------------------------------------------------------------------------- | ------------------------------------------------------------------------- | ------------------------------------------------------------------------- |
| 16-8-2014                                                                 | Chicago                                                                   | Stati Uniti                                                               | 95 - 78                                                                   | Brasile                                                                   | Amichevole                                                                | 6                                                                         |                                                                           |
| 20-8-2014                                                                 | New York                                                                  | Stati Uniti                                                               | 105 - 62                                                                  | Rep. Dominicana                                                           | Amichevole                                                                | 12                                                                        |                                                                           |
| 22-8-2014                                                                 | New York                                                                  | Stati Uniti                                                               | 112 - 86                                                                  | Porto Rico                                                                | Amichevole                                                                | 11                                                                        |                                                                           |
| 26-8-2014                                                                 | Las Palmas                                                                | Slovenia                                                                  | 71 - 101                                                                  | Stati Uniti                                                               | Amichevole                                                                | 13                                                                        |                                                                           |
| 30-8-2014                                                                 | Barakaldo                                                                 | Stati Uniti                                                               | 114 - 55                                                                  | Finlandia                                                                 | Mondiali 2014 - 1º turno                                                  | 9                                                                         |                                                                           |
| 31-8-2014                                                                 | Barakaldo                                                                 | Turchia                                                                   | 77 - 98                                                                   | Stati Uniti                                                               | Mondiali 2014 - 1º turno                                                  | 13                                                                        |                                                                           |
| 2-9-2014                                                                  | Barakaldo                                                                 | Stati Uniti                                                               | 98 - 71                                                                   | Nuova Zelanda                                                             | Mondiali 2014 - 1º turno                                                  | 10                                                                        |                                                                           |
| 3-9-2014                                                                  | Barakaldo                                                                 | Stati Uniti                                                               | 106 - 71                                                                  | Rep. Dominicana                                                           | Mondiali 2014 - 1º turno                                                  | 6                                                                         |                                                                           |
| 4-9-2014                                                                  | Barakaldo                                                                 | Ucraina                                                                   | 71 - 95                                                                   | Stati Uniti                                                               | Mondiali 2014 - 1º turno                                                  | 11                                                                        |                                                                           |
| 6-9-2014                                                                  | Barcellona                                                                | Stati Uniti                                                               | 86 - 63                                                                   | Messico                                                                   | Mondiali 2014 - Ottavi di finale                                          | 4                                                                         |                                                                           |
| 9-9-2014                                                                  | Barcellona                                                                | Slovenia                                                                  | 76 - 119                                                                  | Stati Uniti                                                               | Mondiali 2014 - Quarti di finale                                          | 12                                                                        |                                                                           |
| 11-9-2014                                                                 | Barcellona                                                                | Stati Uniti                                                               | 96 - 68                                                                   | Lituania                                                                  | Mondiali 2014 - Semifinale                                                | 18                                                                        |                                                                           |
| 14-9-2014                                                                 | Madrid                                                                    | Stati Uniti                                                               | 129 - 92                                                                  | Serbia                                                                    | Mondiali 2014 - Finale                                                    | 26                                                                        |                                                                           |
| 22-7-2016                                                                 | Las Vegas                                                                 | Stati Uniti                                                               | 111 - 74                                                                  | Argentina                                                                 | Amichevole                                                                | 9                                                                         |                                                                           |
| 24-7-2016                                                                 | Los Angeles                                                               | Stati Uniti                                                               | 106 - 57                                                                  | Cina                                                                      | Amichevole                                                                | 10                                                                        |                                                                           |
| 26-7-2016                                                                 | Oakland                                                                   | Stati Uniti                                                               | 107 - 57                                                                  | Cina                                                                      | Amichevole                                                                | 2                                                                         |                                                                           |
| 29-7-2016                                                                 | Chicago                                                                   | Stati Uniti                                                               | 80 - 45                                                                   | Venezuela                                                                 | Amichevole                                                                | 13                                                                        |                                                                           |
| 6-8-2016                                                                  | Rio de Janeiro                                                            | Stati Uniti                                                               | 119 - 62                                                                  | Cina                                                                      | Olimpiadi 2016 - 1º turno                                                 | 12                                                                        |                                                                           |
| 8-8-2016                                                                  | Rio de Janeiro                                                            | Stati Uniti                                                               | 113 - 69                                                                  | Venezuela                                                                 | Olimpiadi 2016 - 1º turno                                                 | 7                                                                         |                                                                           |
| 10-8-2016                                                                 | Rio de Janeiro                                                            | Australia                                                                 | 88 - 98                                                                   | Stati Uniti                                                               | Olimpiadi 2016 - 1º turno                                                 | 19                                                                        |                                                                           |
| 12-8-2016                                                                 | Rio de Janeiro                                                            | Stati Uniti                                                               | 94 - 91                                                                   | Serbia                                                                    | Olimpiadi 2016 - 1º turno                                                 | 15                                                                        |                                                                           |
| 14-8-2016                                                                 | Rio de Janeiro                                                            | Stati Uniti                                                               | 100 - 97                                                                  | Francia                                                                   | Olimpiadi 2016 - 1º turno                                                 | 10                                                                        |                                                                           |
| 17-8-2016                                                                 | Rio de Janeiro                                                            | Stati Uniti                                                               | 105 - 78                                                                  | Argentina                                                                 | Olimpiadi 2016 - Quarti di finale                                         | 11                                                                        |                                                                           |
| 19-8-2016                                                                 | Rio de Janeiro                                                            | Spagna                                                                    | 76 - 82                                                                   | Stati Uniti                                                               | Olimpiadi 2016 - Semifinale                                               | 13                                                                        |                                                                           |
| 21-8-2016                                                                 | Rio de Janeiro                                                            | Serbia                                                                    | 66 - 96                                                                   | Stati Uniti                                                               | Olimpiadi 2016 - Finale                                                   | 4                                                                         |                                                                           |
| Totale                                                                    |                                                                           | Presenze                                                                  | 25                                                                        |                                                                           | Punti                                                                     | 276                                                                       |                                                                           |

## Palmarès

### NBA
- Campionato NBA: 1

Cleveland Cavaliers: 2016
- MVP dell'All-Star Game: 1

2014
- Rookie dell'anno: 1

2012
- McDonald's All-American Game: 1

2010
- MVP Rising Stars Challenge: 1

2012
- NBA All-Rookie First Team (2012)
- All-NBA Team: 3

Second Team: 2019
Third Team: 2015, 2021
- Convocazioni per l'All-Star Game: 8

NBA All-Star (2013, 2014, 2015, 2017, 2018, 2019, 2021,2023)
- Vincitore del Three-point Shootout: 1

2013

### Nazionale
- Medaglia d'oro ai campionato mondiale: 1

2014
- FIBA World Cup MVP: 1

2014
- FIBA World Cup All-Tournament Teams: 1

2014
- Medaglia d'oro ai Giochi olimpici: 1

2016

## Carriera come attore
Nel 2012 Irving ha preso parte nel ruolo di Uncle Drew, ovvero zio Drew, ad una serie di pubblicità per la bevanda gassata Pepsi Max. Ha scritto e diretto l'episodio 2, nel quale sono comparsi anche la leggenda NBA Bill Russell e il cestista dei Cleveland Cavaliers Kevin Love, e l'episodio 3, nel quale erano presenti Nate Robinson e Maya Moore. Irving ha anche scritto e diretto l'episodio 4 di "Uncle Drew", rilasciato nel novembre 2015, nel quale ha partecipato assieme a Baron Davis, J. B. Smoove e Ray Allen. Nel 2017 la serie di pubblicità di Uncle Drew è diventata una scenetta ambientata in un diner d'epoca nel quale era presente un frigorifero col logo originale Pepsi mentre le bevande avevano il design corrente. Irving ha inoltre interpretato il ruolo di Uncle Drew nel film del 2018, tratto dalla serie omonima, che vede la partecipazione di ex stelle NBA.
Irving è apparso anche in un episodio della serie di Disney XD Kickin' It nel 2012, e ha partecipato come guest star nella diciassettesima stagione de I Griffin, prestando la sua voce nell'episodio Grandi problemi nella piccola Quahog.

## Impegno sociale
Ha donato nel 2020 un milione e mezzo di dollari alle giocatrici della WNBA che non hanno giocato per la pandemia di COVID-19 o per motivi legati alla giustizia sociale.

## Filmografia
- Uncle Drew (2018)